# Jun Phạm
Phạm Duy Thuận, thường được biết đến với nghệ danh Jun Phạm (sinh ngày 24 tháng 7 năm 1989), là một nam ca sĩ, diễn viên, người dẫn chương trình truyền hình kiêm nhà văn người Việt Nam. Anh được biết đến là cựu thành viên của nhóm nhạc 365daband và hiện là thành viên của nhóm nhạc B.O.F.

## Cuộc đời và sự nghiệp

### 1989–2010: Những năm đầu
Jun Phạm sinh ra và lớn lên tại Thành phố Hồ Chí Minh. Khi học trung học phổ thông, Jun cũng là người mẫu của báo Hoa Học Trò, thí sinh của cuộc thi "Ngôi sao thời trang 2008" (cùng với các thí sinh sau này là những nghệ sĩ nổi tiếng như: Noo Phước Thịnh, Tường Vi, Sam (đoạt giải),..) và đóng quảng cáo Coca-Cola năm 2008. Anh từng theo học Trường Đại học Kinh tế Thành phố Hồ Chí Minh, đến năm thứ 3 thì nghỉ học để tham gia nhóm 365. Jun Phạm mất mẹ năm 19 tuổi; điều này được anh chia sẻ trong chương trình Tôi tuổi teen và tập cuối cùng chương trình Ký ức vui vẻ mùa 3.

### 2010–2016: Hoạt động cùng 365
Năm 2010, Ngô Thanh Vân thành lập nhóm nhạc 365, Jun Phạm được ra mắt cùng với Isaac, Will, S.T Sơn Thạch và Tronie Ngô. Anh và nhóm 365 ra mắt công chúng trong ca khúc "Awakening" vào ngày 16 tháng 12 năm 2010.
Năm 2011, Jun cùng nhóm ra mắt hai mini album Valentine 2011, Baby Don't Cry và album The Love Box. Năm 2012, anh cùng Isaac, Will, S.T Sơn Thạch, Tronie Ngô ra mắt 2 mini album Tình Yêu Đến và The Invasion và làm MC cho chương trình Miss Teen 2012. Năm 2013, anh cùng các thành viên còn lại ra album Follow Me và ra mắt cuốn sách đầu tay mang tên Nếu như không thể nói nếu như. Năm 2014, Jun ra mắt cuốn sách thứ hai mang tên Có ai giữ giùm những lãng quên và làm biên kịch cho bộ phim điện ảnh Ngày nảy ngày nay. Năm 2015, Jun đảm nhận một vai phụ trong phim 12 chòm sao: Vẽ đường cho yêu chạy, anh còn bắt tay vào sự nghiệp ca sĩ solo với bài hát đầu tay Lonely. Năm 2016, Jun tham gia đóng vai Thuận Nô trong phim Tấm Cám: Chuyện chưa kể.

### 2017–nay: Phát triển sự nghiệp

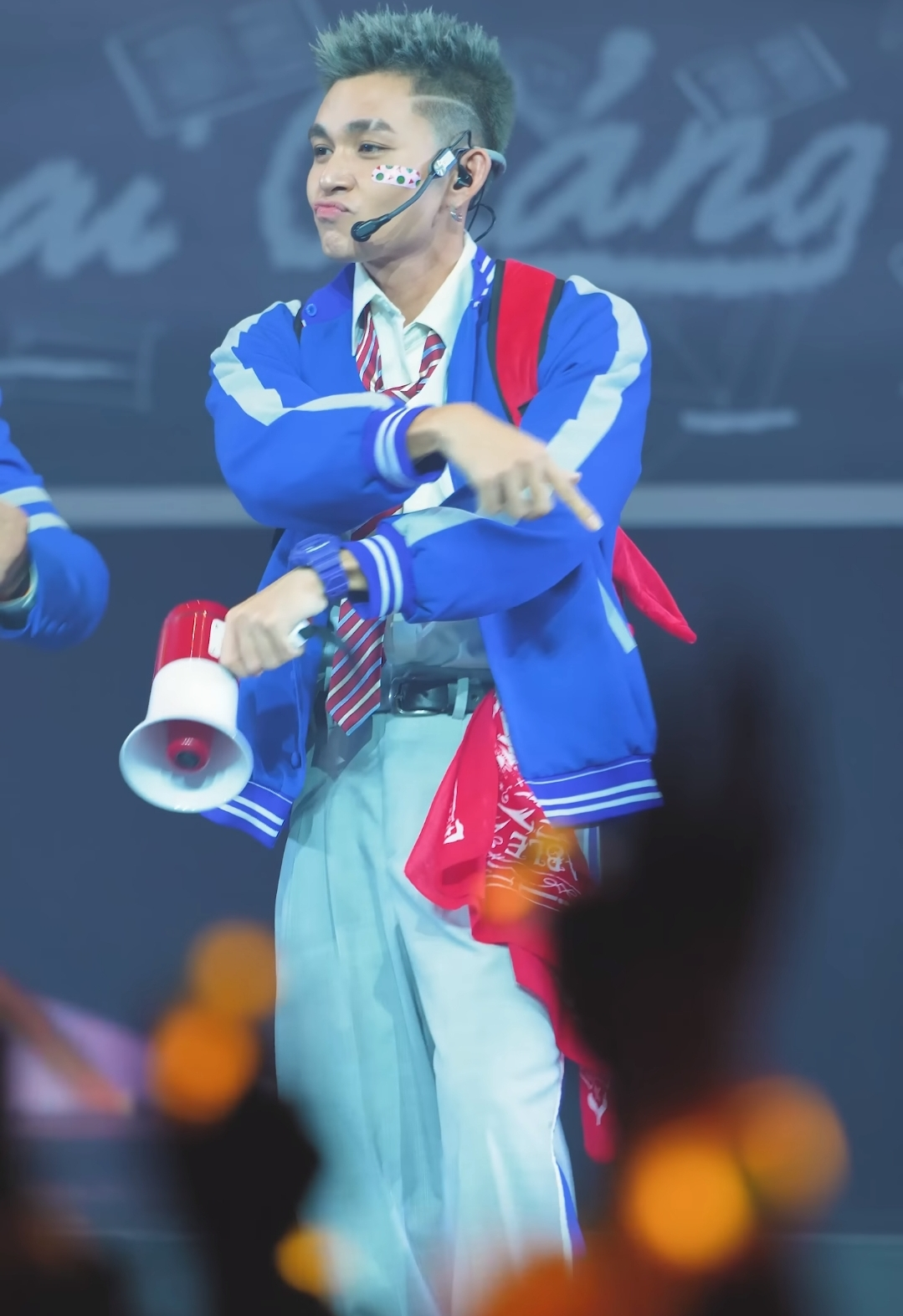
Jun Phạm trong chương trình Anh trai vượt ngàn chông gai.

Sau khi nhóm 365daband giải thể, Jun Phạm bắt đầu dấn thân vào sự nghiệp cá nhân. Năm 2017, sau khi đạt giải nhất tuần trong chương trình Gương mặt thân quen, Jun đã dùng phần thưởng để hỗ trợ cho 2 em nhỏ bị bệnh tim được chữa trị kịp thời. Ngày 6 tháng 8, Jun Phạm đạt giải Quán quân cuộc thi Gương mặt thân quen, và thể hiện ca khúc "Tân thời" nằm trong bộ phim Cô Ba Sài Gòn. Anh còn tham gia phim Cô gái đến từ hôm qua với vai diễn Hải gầy và vai này đã đoạt giải thưởng Ngôi Sao Xanh cho hạng mục "Nam diễn viên điện ảnh được yêu thích nhất". Năm 2018, Jun được giải Vàng Nhà biên kịch tài năng với tác phẩm Gia vị nhân gian, anh cũng đảm nhận 2 vai chính trong phim điện ảnh Về quê ăn Tết và 100 ngày bên em.
Năm 2019, anh là thành viên chính của chương trình Chạy đi chờ chi. Jun còn cho ra mắt ca khúc Hai Bàn Tay nhận được nhiều sự ủng hộ của khán giả. Cuối năm 2019, Jun tiếp tục cho ra mắt hai ca khúc mới Đã từng là chúng ta  (OST Phượng khấu) và Đây là một bài hát vui (lấy cảm hứng dựa trên tiểu thuyết trào phúng Số Đỏ của nhà văn Vũ Trọng Phụng) với số lượng nghệ sĩ khách mời trong MV lên đến 13 người. Bên cạnh đó, anh còn tham gia chương trình Sao nhập ngũ 2019 và đạt được giải nhất. 
Năm 2023, anh tham gia đóng phim Nữ chủ chiếu trên VieON với vai Đông Quân. Anh tham gia hai chương trình truyền là Hay hay hên với vai trò người dẫn chương trình và La cà hát ca với vai trò thành viên chính. Anh còn ra mắt sách Xứ sở miên man với MV cùng tên do Vy Vy sáng tác và thú nhồi bông Mẹ Mìn, sau đó anh song ca bài hát này với Myra Trần tại tập 5 của chương trình truyền hình thực tế La cà hát ca (quay trước ngày ra mắt sách).
Năm 2024, anh tham gia đóng phim 7 năm chưa cưới sẽ chia tay chiếu trên VieON với vai luật sư Tuấn Kiệt. Sau khi đóng máy bộ phim, Jun tham gia chương trình thực tế Anh trai vượt ngàn chông gai. Trong đêm chung kết, với phần thể hiện xuất sắc trong suốt hành trình, anh chính thức trở thành thành viên của đội hình "gia tộc toàn năng" và đạt hai giải thưởng khác gồm Anh tài biến hóa và Anh tài quốc dân. Năm 2024, anh làm người dẫn chương trình cho mùa thứ hai của Chị đẹp đạp gió rẽ sóng.
Ngày 29 tháng 11, trong buổi lễ trao giải Sách quốc gia 2024, cuốn sách Xứ sở miên man của Jun Phạm đã xuất sắc đạt giải C. Ngày 26 tháng 10, anh ra mắt bài hát "Sau lưng bố" như là một món quà tri ân tới người cha quá cố của mình. Ngày 6 tháng 12, anh trở thành thành viên của nhóm nhạc nam B.O.F cùng với BB Trần, S.T Sơn Thạch, Kay Trần và Bùi Công Nam. Ngày 19 tháng 12, anh ra mắt sáng tác thứ hai mang tên "Sơn Thủy khúc".
Ngày 8 tháng 1 năm 2025, tại lễ trao giải Mai Vàng lần thứ 30, vai diễn Tuấn Kiệt của Jun Phạm trong 7 năm chưa cưới sẽ chia tay đã giúp anh đạt giải Mai Vàng ở hạng mục Nam diễn viên điện ảnh/truyền hình được yêu thích nhất. Ngày 19 tháng 3, anh trở thành thành viên chính của chương trình truyền hình thực tế Gia đình Haha, phát sóng vào ngày 14 tháng 6 năm 2025. Ngày 29 tháng 4, anh cùng các nghệ sĩ khác biểu diễn trong chương trình "Mùa xuân thống nhất", kỷ niệm 50 năm giải phóng miền Nam, thống nhất đất nước. Ngày 14 tháng 5, anh cùng các thành viên nhóm nhạc B.O.F ra mắt ca khúc đầu tay mang tên "No Fair". Ngày 10 tháng 7 năm 2025, Sở Văn hóa – Thể thao và Du lịch tỉnh Lào Cai trao tặng giấy khen cho anh cùng ekip chương trình Gia đình Haha vì có những đóng góp nổi bật cho sự phát triển của du lịch địa phương.

## Hoạt động khác

### Từ thiện
Là một nghệ sĩ đóng góp về từ thiện, Jun Phạm đã tham gia nhiều hoạt động xã hội khác nhau. Năm 2017, sau khi đạt giải nhất tuần trong chương trình Gương mặt thân quen, Jun đã dùng phần thưởng để hỗ trợ cho hai em nhỏ bị bệnh tim được chữa trị kịp thời. Cùng năm đó, sau khi giành ngôi quán quân của chương trình, anh quyết định trích 500 triệu đồng từ số tiền thưởng 700 triệu đồng mình nhận được để quyên góp vào quỹ "Nhịp tim Việt Nam". Ngày 22 tháng 8 năm 2019, anh cùng Liên Bỉnh Phát tham gia chương trình Tường lửa và giành được 100 triệu đồng, cả hai quyết định góp vào quỹ Nhịp tim Việt Nam. Sau khi đạt giải nhất trong chương trình Sao nhập ngũ, anh đã dùng toàn bộ tiền thưởng của mình để cứu sống ba trẻ em bệnh tim. Ngoài ra, anh cũng đã quyên góp 280 triệu đồng vào quỹ "Nhịp tim Việt Nam", tương đương với việc cứu giúp mười em nhỏ bị bệnh tim.
Tại vòng công diễn 2 trong Anh trai vượt ngàn chông gai, Jun cùng Thành Trung, Đỗ Hoàng Hiệp và Phạm Khánh Hưng thể hiện ca khúc "Nếu một mai tôi bay lên trời". Jun đã lựa chọn ý tưởng được lấy cảm hứng từ hành trình hơn 10 năm anh đồng hành cùng quỹ Nhịp tim Việt Nam và các trẻ em bị bệnh tim. Sau đó, nhiều nhà hảo tâm, mạnh thường quân sau khi xem chương trình đã quyên góp vào quỹ giúp đỡ các em nhỏ. Tính đến thời điểm hiện tại, số tiền quyên góp đã cứu sống hơn 140 đứa trẻ.
Ngày 1 tháng 11 năm 2024, Jun Phạm tổ chức fan meeting mang tên "Juniverse" thông qua việc bán đấu giá ba vật phẩm và dùng số tiền bán được là 219 triệu đồng góp vào quỹ Nhịp tim Việt Nam. Ngày 23 tháng 11, đêm đấu giá gây quỹ cho chương trình Vết sẹo cuộc đời lần thứ 11 diễn ra, anh trở thành đại sứ mới của chương trình. Buổi đấu giá đã thu về 300.000 USD giúp cứu sống 200 em nhỏ.
Ngày 27 tháng 12 năm 2024, Jun phát động chiến dịch "Vẽ lời, hóa tim yêu" cho fan tham gia giúp đỡ các em bé bệnh tim bằng cách vẽ đoạn lời bài hát "Sơn Thủy khúc" và đăng lên mạng xã hội tương ứng mỗi bài đăng anh sẽ góp tiền vào quỹ. Ngày 20 tháng 1 năm 2025, anh tổng kết chiến dịch với 400 bài vẽ được gửi đến góp phần hồi sinh thêm bốn trẻ em bị bệnh tim. Ngày 26 tháng 2 cùng năm, Jun trình diễn ca khúc "Nếu một mai tôi bay lên trời" tại buổi lễ trao giải thành tựu y khoa Việt Nam 2024. Ngày 29 tháng 3, Jun tổ chức buổi họp mặt "Juniverse" ở Hà Nội, sự kiện mang ý nghĩa nhân văn sâu sắc khi anh và fanclub cùng quyên góp được 186,5 triệu đồng cho quỹ mổ tim "Vết sẹo cuộc đời", giúp cứu sống năm em nhỏ mắc bệnh tim bẩm sinh.
Trong chương trình Gia đình Haha, khi nghe người dân kể về ảnh hưởng của bão Yagi, Jun Phạm đã đề ra ý tưởng và cùng ekip trồng 500 cây thông để chống xói mòn đất. Từ sáng kiến của anh, Bộ Nông nghiệp và Môi trường đã khởi xướng dự án "Gia đình Haha – Vì một Việt Nam hạnh phúc" với hơn hai mươi nghìn cây xanh sẽ được trồng mới tại đây góp phần hỗ trợ sinh kế cho người dân Bản Liền. Ngày 27 tháng 7, nhân dịp kỷ niệm 15 năm làm nghề, Jun đã có buổi gặp gỡ các fan trong ngày hội "Carrot day". Tại đây, anh cùng cộng đồng người hâm mộ đã quyên góp hơn 1 tỷ đồng giúp 30 trẻ em mổ tim kịp thời.

## Đời tư
Jun Phạm sống trong gia đình có 4 người: bố là ông Phạm Văn Thu (1951–2023), mẹ là bà Nguyễn Thị Kim Hoàng (1955–2007), 1 anh trai và chính anh. Anh từng chia sẻ hình ảnh của mình với bố và nói về tình cảm của hai bố con. Mẹ anh qua đời ngày 21 tháng 12 năm 2007, lúc anh 18 tuổi. Bố anh đã qua đời vào ngày 11 tháng 6 năm 2023.

## Sự nghiệp âm nhạc

### Cùng với 365

#### Album
- Debut mini Album: Awakening (2010)
- Mini album 1.1: Valentine 2011 (2011)
- Mini album 1.2: Baby Don't Cry (2011)
- 1st album: The Love Box (2011)
- Mini album 1.3: Tình Yêu Đến (2012)
- Mini album 1.5: The Invasion (2012)
- 2nd album: Follow Me (2013)
- 3rd album: It's 365 (2015)

#### Video âm nhạc
- "Thức tỉnh (Awakening)"
- "Ayyo"
- "Baby don't cry"
- "Đôi cánh màu bạc (Silver wings)"
- "Merry Christmas"
- "Liên khúc Xuân"
- "Âm nhạc trong tôi (Music in me)"
- "Oh my Love"
- "Saigon here we come"
- "Ngày mới vẫy gọi"
- "Ai đó đêm nay (Get on the floor)"
- "Nơi anh không thuộc về (No love no life)"
- "Anh sợ mất em"
- "Ác mộng (Nightmare)"
- "Quên đi âu lo (Follow me)"
- "Hai cô tiên" (OST Ngày nảy ngày nay)
- "Hai cô tiên (Dance version)" (OST Ngày nảy ngày nay)
- "Chuyện tình Lọ Lem (Selfie)"
- "Và như thế"
- "Bống bống bang bang"
- "Trạng Tí"
- "Mãi mãi bên nhau" (Đám cưới Ngô Thanh Vân & Huy Trần)

### Solo

#### Vlog
- Nhà Có Một Người (2020)
- Nhà Có Một Người (2022) + Không Trà Thì Bánh (2022)
- Đi Thôi Bố Ơi !
- Nào Đi Nhật Thôi - Chuyến Đi Lá Đỏ (Visitjapan)
- Podcast Tần Số 52 Hz

#### Đĩa đơn
| Năm  | Đĩa đơn |
| ---- | --- |
| 2015 | - Cô Đơn (Lonely) - I Do                                                                                                 |
| 2016 | - Đường Về Quê - Giữ Mãi Đam Mê - Arigatou Người Đã Đến (ft Trương Thảo Nhi)                                             |
| 2017 | - Kể Từ Ấy (Nobody Like You) - Bên Kia Hạnh Phúc - Thương Em Hơn Chính Anh - Tân Thời - Best Friend (ft Hoàng Yến Chibi) |
| 2018 | - Về Quê Ăn Tết - Đôi Lời - Cô Gái Nhà Bên - Gật Đầu (Parce Que C'est Ma Vie)                                            |
| 2019 | - Hai Bàn Tay - Đã Từng Là Chúng Ta - Đây Là Một Bài Hát Vui                                                             |
| 2020 | - Những Năm Tháng Đó Có Tôi Yêu Người... - Mới Ngồi Sát - Có Ai - Yêu Từ Cái Buồn Đầu Tiên                               |
| 2021 | - Số Độc Đắc OST (ft LoR) - Nếu Em Đi (ft Quang Vinh) (Cover) - Hạnh Phúc Là Khi...                                      |
| 2022 | - Cùng Nhau Ăn Tết (Về Ăn Tết) - Thiết Huyết Đan Tâm 2022 (ft Juky San) - 1900 Hồi Đó                                    |
| 2023 | - Đợi Chờ Người Xứng Đáng (ft Blacka) - Xứ Sở Miên Man                                                                   |
| 2024 | - Sau Lưng Bố - Sơn Thủy Khúc                                                                                            |
| 2025 | Bất tuyệt thao thao |

#### EP
| Năm  | EP    |
| ---- | ----- |
| 2024 | An ủi |

#### Video âm nhạc
- "Giữ mãi đam mê" (quảng cáo socola Richoco)
- "Cô đơn (Lonely)" (OST Vẽ đường cho yêu chạy)
- "Kể từ ấy (Nobody like you)"
- "Đường về quê"
- "Bên kia hạnh phúc"
- "Thương em hơn chính anh (Đếm xuôi đếm ngược)"
- "Mắt Nai Cha Cha Cha Ver. Điện Máy Xanh" (quảng cáo Điện Máy Xanh)
- "Tân thời" (OST Cô Ba Sài Gòn)
- "Tân thời (Dance version)" (OST Cô Ba Sài Gòn)
- "Đôi lời" (OST 100 ngày bên em)
- "Về quê ăn tết (Film version)" (OST Về quê ăn tết)
- "Về quê ăn tết (Dance version)" (OST Về quê ăn tết)
- "Cô gái nhà bên"
- "Gật đầu (Parce que c'est ma vie)"
- "Hai bàn tay"
- "Đây là một bài hát vui"
- "Những năm tháng đó có tôi yêu người..."
- "Có ai..."
- "Yêu từ cái buồn đầu tiên" (OST Những ngày 20)
- "25 năm gắn bó, khơi cảm hứng vươn tầm" (quảng cáo AQUA Vietnam)
- "Hạnh phúc là khi..."
- "Số độc đắc" (OST Số độc đắc) (với LoR)
- "Thiết huyết đan tâm 2022" (với Juky San)
- "1900 hồi đó"
- "Bảo tàng tuổi ther" (với Lê Nhân) (quảng cáo Vinamilk)
- "Mây và núi" (với Ngô Kiến Huy, Trung Quân, Blacka, Myra Trần)
- "Đợi chờ người xứng đáng" (với Blacka)
- "Xứ sở miên man" (OST Sách Xứ sở miên man)
- "Nồng nàn Hà Nội" (với Ngô Kiến Huy, Trung Quân, Myra Trần)
- "Cà phê miệt vườn" (với Myra Trần)
- "Tát nước đầu đình" (với Ngô Kiến Huy, Trung Quân, Jun Phạm, Blacka, Myra Trần, Dương Hoàng Yến)
- "Vũ điệu giữ trái đất xanh" (quảng cáo Vinamilk)
- "Tết ổn rồi" (với Hiền Thục, Đông Nhi, Bùi Công Nam) (quảng cáo Lifebuoy)
- "An ủi"
- "Nhớ mang ô hôm nay"
- "Thương nhau để đó"
- "Hẹn em ngày nắng"
- "Hỏa ca" (với 32 nghệ sĩ của "Anh trai vượt ngàn chông gai")
- "Sau lưng bố"
- "Sơn Thủy khúc"
- "Tết đỉnh nóc" (với BB Trần, Kay Trần, Bùi Công Nam, S.T Sơn Thạch)
- "Tết vỗ về" (với Đông Nhi, Bùi Công Nam)
- "No Fair (với BB Trần, Bùi Công Nam, Kay Trần, S.T Sơn Thạch)
- Hoàn hảo hơn (với HuyR)

#### Video lời bài hát
- "Bên kia hạnh phúc"
- "Đã từng là chúng ta" (OST Phượng khấu)
- "Mới ngồi sát"
- "Bức thư tình" ( với BB Trần, Kay Trần, Bùi Công Nam, S.T Sơn Thạch)

#### Bài hát
- 1900 hồi đó
- Ai lên xứ hoa đào
- An ủi
- Anh Ba Khía - Chim trắng mồ côi (với Ngô Kiến Huy, Myra Trần)
- Ánh sáng của đời tôi - Nơi tình yêu bắt bắt đầu
- Ảo vọng tình yêu
- Arigatou người đã đến (với Trương Thảo Nhi)
- Anh nhà ở đâu thế (với Duy Khánh, Bùi Công Nam, HuyR, Tăng Phúc)
- Bản tình ca đầu tiên
- Bao giờ lấy chồng
- Bảy sắc cầu vồng (với S.T Sơn Thạch)
- Bên kia hạnh phúc
- Bokura no love story
- Bóng mưa (với Addy Trần)
- Bống bống bang bang
- Bống bống bang bang (với Will)
- Bống bống bang bang (với Ngô Kiến Huy & Quang Trung)
- Bống bống bang bang  (với Ngô Kiến Huy & Blacka)
- Bức thư tình- B.O.F( với Bùi Công Nam, Kay Trần, S.T Sơn Thạch, BB Trần)
- Cà phê miệt vườn (với Hòa Minzy)
- Cà phê miệt vườn (với Myra Trần)
- Chàng khờ thủy chung (với Ưng Hoàng Phúc, Ngô Kiến Huy, Trung Quân, Myra Trần)
- Cò lả
- Có ai...
- Có quên được đâu
- Có không giữ mất đừng tìm & Gene (với Tự Long, Bằng Kiều, BB Trần, S.T Sơn Thạch, Cường Seven)
- Cô đơn (Lonely)
- Cô gái đến từ hôm qua
- Cô gái nhà bên
- Cùng nhau ăn tết
- Chiếc khăn piêu(với Cường Seven, Soobin Hoàng Sơn, Tự Long, Trọng Hiếu, Tuấn Hưng,Thanh Duy, Đăng Khôi)
- Duyên kiếp
- Đã từng là chúng ta
- Đâu có say (với Sam, Tường Vi, Lương Thế Thành)
- Đây là một bài hát vui
- Đêm hoa đăng
- Đoàn giải phóng quân
- Đôi lời
- Đợi chờ người xứng đáng (ft. Blacka)
- Đường về quê (OST Cô Thắm về làng)
- Đường xa ướt mưa- Đừng qua lối đó (với Tự Long,Soobin Hoàng Sơn,Thanh Duy,Cường Seven)
- Gạt đi nước mắt - Mãi mãi bên nhau
- Gật đầu (Parce que c'est ma vie)
- Gia đình vui vẻ (Virtues of harmony)
- Giữ mãi đam mê
- Hai bàn tay
- Hạnh phúc là khi...
- Hạnh phúc thoáng qua
- Hẹn em ngày nắng
- Hào hoa (với Sam)
- Hò quãng đám cưới (với Nhan Phúc Vinh)
- Hoa cưới - Yêu là cưới (với Ngô Kiến Huy, Trung Quân)
- Hồ Quảng: Hoàng Mai Long Thanh (với Sam)
- Hoàn Hảo Hơn- HuyR với Jun Phạm
- I do
- I love you (với Will)
- Kể từ ấy (Nobody like you)
- Katy
- Không thể thay thế
- Kim (với Sam)
- Lặng yên
- Lotto
- Lối về xóm nhỏ (với Sam, Tường Vi, Nhan Phúc Vinh)
- Lời tỏ tình đáng yêu (với Sam)
- Lý cây bông (với Sam)
- Lý cây bông (với Ngô Kiến Huy, Trung Quân, Mew Amazing, Blacka, Myra Trần)
- Lý chim xanh (với Sam)
- Lý kéo chài (với Sam)
- Mãi mãi bên nhau
- Mây và núi (với Ngô Kiến Huy, Trung Quân, Blacka, Myra Trần)
- Mẹ yêu
- Mẹ yêu con (với Tự Long, Tuấn Hưng, Bằng Kiều, Phan Đinh Tùng, Trọng Hiếu, Soobin Hoàng Sơn, Kay Trần, BB Trần, S.T Sơn Thạch, Cường Seven, Kiên Ứng)
- Mouse love rice (Japanese version) (Nezumi wa kome ga suki)
- Mỗi người một nơi
- Một lần dang dở (với Lương Thế Thành)
- Một nhà
- Nét (với Bằng Kiều, Tự Long, Phan Đinh Tùng, Tuấn Hưng, Trương Thế Vinh, BB Trần, Cường Seven, Kiên Ứng, S.T Sơn Thạch, Kay Trần, Trọng Hiếu, Soobin Hoàng Sơn)
- Nếu chúng mình cách trở (với Sam)
- Nếu em đi (với Quang Vinh)
- Nếu như
- Nếu một mai tôi bay lên trời (với Võ Thành Trung, Đỗ Hoàng Hiệp, Phạm Khánh Hưng)
- Ngày Tết quê em (với dàn diễn viên trong Cô Thắm về làng 3)
- Ngày Tết quê em (với dàn diễn viên trong Cô Thắm về làng 4)
- Ngày xuân vui cưới (với Sam, Tường Vi, Lương Thế Thành)
- Nghi ngờ (với Ngô Kiến Huy, Ninh Dương Lan Ngọc, Đông Nhi, Vinh Râu)
- Ngày Tết quê em (OST Số độc đắc) (với Nguyễn Đức Thịnh, Puka)
- Người ta nói
- Nhà có một người
- Nhà có một người (với Quang Trung)
- Nhớ mang ô hôm nay
- Những điệu lý mừng xuân (với Sam, Tường Vi, Nhan Phúc Vinh)
- Những năm tháng đó có tôi yêu người
- Nồng nàn Hà Nội (với Isaac & S.T Sơn Thạch)
- Nồng nàn Hà Nội (với Ngô Kiến Huy, Trung Quân, Myra Trần)
- Nơi anh không thuộc về
- Nupakachi (với Ngô Kiến Huy)
- Ngẫu hứng đêm đông lạo xạo (với Ngô Kiến Huy, Liên Bỉnh Phát)
- Ookina furui tokei
- Ông bà anh (với Ngô Kiến Huy)
- Phai (với Tự Long, Bằng Kiều, Tuấn Hưng, Phan Đinh Tùng, BB Trần, Soobin Hoàng Sơn, Kay Trần, Trương Thế Vinh, S.T Sơn Thạch)
- Quên
- Rơi ( với BB Trần, Kay Trần, Trương Thế Vinh, Trọng Hiếu, S.T Sơn Thạch)
- Sau tất cả
- Sau lưng bố
- Sơn thủy khúc
- Shake the rhythm
- Số độc đắc (OST Số độc đắc) (ft. LoR)
- Suteki da ne
- Tàu về quê hương (với Sam)
- Tân thời
- Tân thời (với Ngô Kiến Huy & Quang Trung)
- Tết đoàn viên (với (với Sam, Tường Vi, Nhan Phúc Vinh, Puka, Hoàng Anh)
- Tết miền Tây (với với Sam & Tường Vi)
- Tết ổn rồi" (với Hiền Thục, Đông Nhi, Bùi Công Nam) (quảng cáo Lifebuoy)
- Tết vỗ về (với Đông Nhi, Bùi Công Nam)
- Tết đỉnh nóc (với BB Trần, Kay Trần, Bùi Công Nam, S.T Sơn Thạch)
- The Moon Represents My Heart (Yue Liang Dai Biao Wo De Xin)
- The Moon Represents My Heart (Yue Liang Dai Biao Wo De Xin) (với Thúy Ngân)
- Thiết huyết đan tâm 2022 (với Juky San)
- Thương em hơn chính anh (Đếm xuôi đếm ngược)
- Thương nhau để đó
- Thương nhau để đó (với Hamlet Trương)
- Thương nhau lý tơ hồng (với Dương Hoàng Yến)
- Tìm (Lost)
- Tình thôi xót xa
- Tình Yêu Ngủ Quên (với BB Trần,Trương Thế Vinh, HuyR, Hà Lê, Kiên Ứng)
- Tóc hát (OST Số độc đắc)
- Trai tài gái sắc (với Sam)
- Trích đoạn cải lương "Thần nữ dâng ngũ linh kỳ": Thần Nữ ngộ duyên Tiết Ứng Luông (với Thanh Duy Idol)
- Túp lều lý tưởng (với Sam)
- Ước gì
- Vào đời (với Ngô Kiến Huy, Trung Quân, Blacka, Myra Trần)
- Vầng trăng cô đơn  (với Ưng Hoàng Phúc, Ngô Kiến Huy, Trung Quân, Blacka)
- Về quê ăn tết
- Về miền Tây (với Myra Trần)
- Vì đôi ta là của nhau
- Vì sao thế
- Vợ tôi tôi sợ
- Vợ người ta (với BB Trần,Trương Thế Vinh, Phạm Khánh Hưng, HuyR)
- Với anh em vẫn là cô bé  (với Myra Trần)
- Vũ điệu giữ trái đất xanh" (quảng cáo Vinamilk)
- Xuân quê tôi (với Sam, Tường Vi, Nhan Phúc Vinh, Puka)
- Xứ sở miên man
- Yêu em từ cái buồn đầu tiên

## Danh sách phim

### Phim điện ảnh
| Năm  | Tên                                | Vai trò                                               | Đạo diễn                      | Ghi chú         |
| ---- | ---------------------------------- | ----------------------------------------------------- | ----------------------------- | --------------- |
| 2014 | Ngày nảy ngày nay                  | Biên kịch                                             | Ngô Thanh Vân, Ngô Quốc Cường |                 |
| 2015 | 12 chòm sao: Vẽ đường cho yêu chạy | Diễn viên (vai Lâm)                                   | Vũ Ngọc Phượng                |                 |
| 2016 | Tấm Cám: Chuyện chưa kể            | Biên kịch, Diễn viên (vai Thuận Nô)                   | Ngô Thanh Vân                 |                 |
| 2016 | Đẳng cấp thú cưng                  | Diễn viên lồng tiếng (vai Max)                        | Chris Renaud                  | Lồng tiếng Việt |
| 2017 | Cô gái đến từ hôm qua              | Diễn viên (vai Hải Gầy)                               | Phan Gia Nhật Linh            |                 |
| 2017 | Pokémon the Movie 20: Tớ chọn cậu  | Diễn viên lồng tiếng (vai Kurosu)                     | Yuyama Kunihiko               | Lồng tiếng Việt |
| 2018 | Về quê ăn Tết                      | Diễn viên (vai Đậu Đỏ)                                | Nguyễn Hoàng Anh              |                 |
| 2018 | 100 ngày bên em                    | Diễn viên (vai Nhật Minh)                             | Vũ Ngọc Phượng                |                 |
| 2018 | Hồn papa da con gái                | Diễn viên khách mời (vai Giám khảo cuộc thi tài năng) | Ken Ochiai                    |                 |
| 2019 | Đẳng cấp thú cưng 2                | Diễn viên lồng tiếng (vai Max)                        | Chris Renaud                  | Lồng tiếng Việt |

### Phim truyền hình
- 2016: Cô Thắm về làng  - Út Kiệm (HTV2)
- 2016: Cảm ơn Sensei - Biên kịch,  Matsu (Yeah1TV - VTVCab 17)
- 2017: Cô Thắm về làng  2 - Út Kiệm (HTV2)
- 2018: Cô Thắm về làng   3 - Út Kiệm (HTV2)
- 2019: Cô Thắm về làng  4  - Út Kiệm (HTV2 - Vie Channel)
- 2020: Gạo nếp gạo tẻ 2 - Bảo Minh (HTV2 - Vie Channel)
- 2021: Số độc đắc - Hà Thiên (HTV2 - Vie Channel)
- 2022: Tiệm sà bì chưởn - Chủ Quán (SCTV6)

### Phim ngắn
- 2018, anh làm đạo diễn kiêm biên kịch cho phim ngắn Cỏ bốn lá cho dự án "Vết sẹo cuộc đời 8" của Ngô Thanh Vân.
- 2019, sau bộ phim ngắn đầu tay anh được Ngô Thanh Vân giao trọng trách làm đạo diễn cho bộ phim Máy bay giấy tiếp nối dự án ''Vết sẹo cuộc đời 9''

### Chương trình chiếu mạng
| Năm  | Tên                                 | Vai trò                                  | Đạo diễn         | Định dạng     | Chú thích                     |
| ---- | ----------------------------------- | ---------------------------------------- | ---------------- | ------------- | ----------------------------- |
| 2018 | Nhật ký đợi chờ                     | Diễn viên (vai Jun Phạm)                 | Nguyễn Hữu Tuấn  | Phim ngắn tập | Phim của Oppo Vietnam         |
| 2019 | Tôi biết bạn đã làm gì suốt năm qua | Diễn viên (vai Giáo sư Biết Tuốt)        | Vũ Ngọc Phượng   | Phim ngắn tập | Phim của Oppo Vietnam         |
| 2019 | Bà 5 Bống (Phần 2)                  | Diễn viên (vai Dũng)                     | Neko Lê          | Web drama     | Phim của Duy Khánh            |
| 2019 | Truyền thái y                       | Diễn viên                                | Đinh Hà Uyên Thư | Video âm nhạc | MV của Ngô Kiến Huy           |
| 2019 | Nhà trọ có quá trời phòng           | Diễn viên (vai Ben)                      | Đỗ Thái, Nam Thư | Web drama     | Phim của Nam Thư              |
| 2020 | Nhà trọ có quá trời phòng (Phần 2)  | Diễn viên (vai Ben)                      | Đỗ Thái, Nam Thư | Web drama     | Phim của Nam Thư              |
| 2020 | Tình yêu là chuyện nhỏ              | Diễn viên                                | Vũ Thống         | Video âm nhạc | MV của Châu Đăng Khoa & Karik |
| 2020 | Kẻ săn tin                          | Diễn viên (vai Siêu sao dự tiệc)         | Dương Hoàng Vinh | Web drama     | Phim của Minh Hằng            |
| 2022 | Tiệm hoa dì ghẻ                     | Diễn viên (vai thầy Thuận )              | Nam Thư          | Web drama     | Phim của Nam Thư (tập 20, 21) |
| 2023 | Nhà trọ có quá trời phòng (Phần 3)  | Diễn viên (vai Ben)                      | Đỗ Thái, Nam Thư | Web drama     | Phim của Nam Thư              |
| 2023 | Nữ chủ                              | Diễn viên (vai Quân Thái Tử (Đông Quân)) | Nguyễn Hoàng Anh | Web drama     | Phim của app VieON            |
| 2024 | 7 năm chưa cưới sẽ chia tay         | Diễn viên (vai Tuấn Kiệt)                | Nguyễn Hoàng Anh | Web drama     | Phim của app VieON            |

### Chương trình truyền hình
| Năm  | Chương trình                                             | Vai trò                                               | Kết quả     | Chú thích |
| ---- | -------------------------------------------------------- | ----------------------------------------------------- | ----------- | --- |
| 2011 | Yan yêu - YanTV (SCTV2)                                  | Người dẫn chương trình                                |             | Dẫn cùng với Thiên Trang |
| 2011 | Leo&U - YanTV (SCTV2)                                    | Khách mời                                             |             | Cùng với 4 thành viên trong nhóm 365 và Ngô Thanh Vân |
| 2012 | Miss Teen 2012 - VTC3 & HTV3                             | Người dẫn chương trình                                |             | |
| 2012 | WE10 - Bảng xếp hạng âm nhạc quốc tế - YanTV (SCTV2)     | Khách mời                                             |             | Cùng với 4 thành viên trong nhóm 365 hát ba câu đầu của bài hát "We wish you a merry Christmas" để chúc mừng Giáng Sinh                                                                                   |
| 2012 | Bài hát yêu thích - VTV3                                 | Ca sĩ                                                 |             | Cùng với 4 thành viên trong nhóm 365 hát hai bài hát "Baby don't cry" (tháng 5) & "Quay về" (tháng 7) |
| 2013 | Yan Vpop 20 - Bảng xếp hạng ca khúc Việt - YanTV (SCTV2) | Khách mời                                             |             | Cùng với 4 thành viên trong nhóm 365 hát ca khúc "Nơi anh không thuộc về" phiên bản Acoustic |
| 2013 | Vào bếp là chuyện nhỏ - VTV3                             | Người chơi khách mời (Tập 1)                          |             | |
| 2013 | Thử tài thách trí - HTV7                                 | Ca sĩ, hỗ trợ người chơi (Tập 71)                     |             | |
| 2014 | Gương mặt kế tiếp - YanTV (SCTV2)                        | Ca sĩ                                                 |             | Cùng với 3 thành viên còn lại trong nhóm 365 trình bày ca khúc "Anh sợ mất em" |
| 2015 | Yan Vpop 20 - Bảng xếp hạng ca khúc Việt - YanTV (SCTV2) | Khách mời                                             |             | Cùng với 3 thành viên trong nhóm 365 được Đàm Phương Linh phỏng vấn |
| 2017 | Gương mặt thân quen - VTV3                               | Thí sinh                                              | Quán quân   | |
| 2017 | Bí mật đêm Chủ Nhật - HTV7                               | Người chơi khách mời (Mùa 3 - Tập 5)                  | Chiến thắng | |
| 2017 | Siêu bất ngờ - HTV7                                      | Người chơi khách mời (Mùa 3 - Tập 1, 24)              |             | |
| 2017 | Giọng ải giọng ai - HTV7                                 | Người chơi khách mời (Mùa 2 - Tập 2)                  | Chiến thắng | |
| 2017 | Đàn ông phải thế - HTV7                                  | Người chơi khách mời (Mùa 3 - Tập 1)                  |             | |
| 2017 | Thiên đường ẩm thực - HTV7                               | Người chơi khách mời (Mùa 3 - Tập 8)                  | Chiến thắng | |
| 2017 | Ơn giời cậu đây rồi! - VTV3                              | Người chơi khách mời (Mùa 3 - Tập 11)                 | Chiến thắng | |
| 2017 | Nghệ sĩ thử tài P336 - HTV7                              | Người chơi khách mời (Tập 5)                          | Chiến thắng | |
| 2017 | Hàng xóm lắm chiêu - HTV7                                | Người chơi khách mời (Mùa 4 - Tập 15)                 |             | |
| 2017 | Alo Alo - Yeah1TV (VTVCab17)                             | Khách mời (Số 68)                                     |             | |
| 2017 | Showbiz 101 - VTC8                                       | Khách mời                                             |             | |
| 2018 | Ơn giời cậu đây rồi! - VTV3                              | Người chơi khách mời (Mùa 4 - Tập 2)                  |             | |
| 2018 | Kỳ tài thách đấu - HTV7                                  | Người chơi khách mời (Mùa 2 - Tập 15)                 | Chiến thắng | |
| 2018 | Người bí ẩn - HTV7                                       | Người chơi khách mời (Mùa 5 - Tập 2)                  |             | |
| 2018 | Nhanh như chớp - HTV7                                    | Người chơi khách mời (Mùa 1 - Tập 5)                  | Chiến thắng | |
| 2018 | Ca sĩ bí ẩn - HTV7                                       | Bình luận viên (Mùa 2 - 13, 17)                       | Chiến thắng | Thay thế cho Ngô Kiến Huy |
| 2018 | Ca sĩ tranh tài - VTV3                                   | Người chơi khách mời (Tập cuối)                       | Chiến thắng | |
| 2018 | Khi chàng vào bếp - HTV7                                 | Người chơi khách mời (Mùa 1 - Tập 3)                  |             | |
| 2018 | Thiên đường ẩm thực - HTV7                               | Người chơi khách mời (Mùa 4 - Tập 13)                 |             | |
| 2018 | Cuộc chiến mỹ vị - VTV3                                  | Người chơi khách mời (Tập 24)                         | Chiến thắng | |
| 2018 | Siêu bất ngờ -HTV7                                       | Người chơi khách mời (Mùa 3 - Tập 22)                 | Chiến thắng | |
| 2019 | Úm ba la ra chữ gì - VTV3                                | Người chơi khách mời (Tập 11)                         |             | |
| 2019 | Running Man Vietnam - Mùa 1 (Chạy Đi Chờ Chi) - HTV7     | Thành viên chính                                      |             | |
| 2019 | Confetti Việt Nam                                        | Người dẫn chương trình khách mời (Tập 162 - 166)      |             | Livestream trên Facebook |
| 2019 | Khi chàng vào bếp - HTV7                                 | Người hỗ trợ (Mùa 2 - Tập 13)                         |             | |
| 2019 | Tường lửa - VTV3                                         | Người chơi khách mời (Tập 6)                          | Chiến thắng | |
| 2019 | Ai là số 1 - HTV2                                        | Người chơi khách mời (Tập 5)                          |             | |
| 2019 | Sao nhập ngũ - QPVN, VTV3, VTC1, HTV3                    | Người chơi chính (Mùa 9)                              | Chiến thắng | |
| 2019 | 7 Nụ cười Xuân - HTV7                                    | Người chơi khách mời (Mùa 3 - Tập 5)                  | Chiến thắng | |
| 2020 | Thiếu niên nói - VTV3                                    | Người dẫn chương trình (Tập 1,3,5,11)                 |             | |
| 2020 | Tôi tuổi teen - HTV7                                     | Cố vấn khách mời (Tập 14)                             |             | |
| 2020 | Chọn ai đây - HTV7                                       | Thành viên trong ban cố vấn                           |             | |
| 2020 | Chọn ngay đi - HTV7                                      | Người chơi khách mời (Tập 15)                         |             | |
| 2020 | Người ấy là ai - HTV2                                    | Cố vấn khách mời (Mùa 3 - Tập 6)                      |             | |
| 2020 | Kỳ tài thách đấu - HTV7                                  | Người chơi khách mời (Mùa 4 - Tập 16)                 |             | |
| 2020 | Góc bếp thông minh - HTV7                                | Người dẫn chương trình                                |             | |
| 2020 | Khuôn mặt đáng tin - HTV7                                | Người chơi khách mời (Tập 12)                         |             | |
| 2021 | Thiếu niên nói - VTV3                                    | Người dẫn chương trình (Tâp 5)                        |             | |
| 2021 | 8 lạng nửa cân - VTV9                                    | Khách mời (Mùa 2 - Tập 16)                            |             | |
| 2021 | Ký ức vui vẻ - VTV3                                      | Người chơi khách mời (Mùa 3 - Tập 24)                 |             | |
| 2021 | Running Man Vietnam - Mùa 2 (Chơi Là Chạy) - HTV7        | Thành viên chính                                      |             | |
| 2021 | 5 giây thành triệu phú - HTV7                            | Thành viên trong ban cố vấn (Từ tập 7 đến tập 19)     |             | Thay thế cho Hữu Tín |
| 2022 | Chọn ai đây - HTV7                                       | Thành viên chính trong ban cố vấn (Mùa 3)             |             | |
| 2022 | Nhà vô địch (The champion) - HTV7                        | Bình luận viên khách mời (Tập 9, 13, 14)              |             | |
| 2022 | 2 ngày 1 đêm - HTV7                                      | Người chơi khách mời (Tập 10, 11)                     | Thua        | |
| 2022 | Người ấy là ai - HTV7                                    | Thành viên khách mời trong ban cố vấn (Mùa 4, tập 11) |             | |
| 2022 | Nhanh như chớp nhí - HTV2                                | Đội trưởng khách mời (Mùa 4, tập 1)                   | Thắng       | |
| 2023 | 7 nụ cười xuân - HTV7                                    | Người chơi khách mời (mùa 6, Tập 16)                  |             | |
| 2023 | Hay hay hên - HTV7                                       | Người dẫn chương trình                                |             | |
| 2023 | Chạy đâu cho thoát - HTV7                                | Người chơi khách mời (Tập 5, 6)                       |             | |
| 2023 | La cà hát ca - HTV7                                      | Thành viên chính                                      |             | |
| 2023 | Có hẹn cùng HTVC - HTVC Thuần Việt                       | Khách mời                                             |             | |
| 2023 | Cuối tuần tuyệt vời - VTV3                               | Người chơi chính                                      |             | Cùng với Diệu Nhi, Đức Phúc, Hari Won, Quang Trung và Tiến Luật |
| 2024 | Anh trai vượt ngàn chông gai - VTV3                      | Thí sinh (Mùa 1)                                      | Chiến thắng | Cùng với Bằng Kiều, Tự Long, Đinh Tiến Đạt, Tiến Luật, Đỗ Hoàng Hiệp, Thanh Duy, Quốc Thiên, Binz, Cường Seven, BB Trần, S.T Sơn Thạch, Rhymastic, (S)TRONG Trọng Hiếu, Soobin, Kay Trần và Bùi Công Nam. |
| 2024 | Chị đẹp đạp gió rẽ sóng - VTV3                           | Dẫn chương trình (Mùa 2)                              |             | Dẫn cùng với MC Anh Tuấn |
| 2025 | Gala nhạc Việt 19: Tết là cội nguộn - HTV9               | Ca sĩ                                                 |             | Thể hiện ca khúc tự sáng tác "Sơn Thủy khúc" có APJ đọc rap (APJ viết nhạc) |
| 2025 | Đón Tết cùng VTV: Du yên - VTV3                          | Khách mời                                             |             | Thể hiện ca khúc tự sáng tác "Sau lưng bố" |
| 2025 | 12 con giáp 2025 - VTV3                                  | Khách mời                                             |             | |
| 2025 | Gia đình Haha - VTV3                                     | Thành viên chính                                      |             | Cùng với Bùi Công Nam, Duy Khánh, Rhymastic, Ngọc Thanh Tâm |
| 2025 | Khách sạn 5 sao - VTV3                                   | Khách mời                                             |             | Cùng với BB Trần |

## Sách
| Năm  | Tên                             | Thể loại    |
| ---- | ------------------------------- | ----------- |
| 2013 | Nếu như không thể nói nếu như   | Truyện ngắn |
| 2014 | Có ai giữ giùm những lãng quên  | Tản văn     |
| 2016 | 365 – Những người lạ quen thuộc | Tự truyện   |
| 2016 | Thức dậy anh vẫn là mơ          | Truyện ngắn |
| 2023 | Xứ sở miên man                  | Tiểu thuyết |

## Sáng tác
| Năm  | Tên                              | Chương trình                 | Vai trò                                                                                  | Chú thích |
| ---- | -------------------------------- | ---------------------------- | ---------------------------------------------------------------------------------------- | --------- |
| 2023 | Đợi chờ người xứng đáng          | La cà hát ca                 | Đồng sáng tác với Only C                                                                 |           |
| 2024 | Tình yêu ngủ quên                | Anh trai vượt ngàn chông gai | Viết thêm lời Nhật cùng với lời rap do HuyR viết từ sáng tác của Hoàng Tôn               |           |
| 2024 | Nếu một mai tôi bay lên trời     | Anh trai vượt ngàn chông gai | Viết thêm lời mới từ sáng tác của Hứa Kim Tuyền                                          |           |
| 2024 | Có không giữ mất đừng tìm & Gene | Anh trai vượt ngàn chông gai | Viết thêm lời mới và lời rap cùng APJ từ sáng tác của Bùi Công Nam, Binz                 |           |
| 2024 | sau lưng Bố                      |                              | Sáng tác đầu tay                                                                         | [ 35 ]    |
| 2024 | Sơn Thủy khúc                    |                              | Sáng tác thứ hai với phần viết nhạc và lời rap của APJ                                   |           |
| 2025 | Bất tuyệt thao thao              |                              | Đồng sáng tác cùng APJ, Monotape. Có sự tham vấn từ NSND Tự Long, Hà Lê và Bùi Công Nam. | [ 36 ]    |

## Thành tích

### Giải thưởng và đề cử
| Năm  | Giải thưởng               | Hạng mục                                                | Đề cử                                  | Kết quả   |
| ---- | ------------------------- | ------------------------------------------------------- | -------------------------------------- | --------- |
| 2016 | Giải thưởng Ngôi Sao Xanh | Nam diễn viên truyền hình được yêu thích nhất           | Bản thân (Cô Thắm về làng)             | Đoạt giải |
| 2016 | Giải thưởng Ngôi Sao Xanh | Nam diễn viên truyền hình xuất sắc nhất                 | Bản thân (Cô Thắm về làng)             | Đề cử     |
| 2017 | Giải thưởng Ngôi Sao Xanh | Nam diễn viên điện ảnh được yêu thích nhất              | Bản thân (Cô gái đến từ hôm qua)       | Đoạt giải |
| 2017 | Giải thưởng Ngôi Sao Xanh | Nam diễn viên điện ảnh xuất sắc nhất                    | Bản thân (Cô gái đến từ hôm qua)       | Đề cử     |
| 2018 | Giải thưởng Ngôi Sao Xanh | Nam diễn viên điện ảnh được yêu thích nhất              | Bản thân (100 ngày bên em)             | Đề cử     |
| 2018 | Giải thưởng Ngôi Sao Xanh | Nam diễn viên xuất sắc nhất phim điện ảnh               | Bản thân (100 ngày bên em)             | Đề cử     |
| 2018 | Her World Young Achiever  | Nam diễn viên do Ban giám khảo bình chọn                | Bản thân                               | Đoạt giải |
| 2018 | ELLE Style Awards         | Nam diễn viên phong cách nhất năm                       | Bản thân                               | Đề cử     |
| 2019 | ELLE Style Awards         | Nam diễn viên phong cách nhất năm                       | Bản thân                               | Đề cử     |
| 2019 | Giải thưởng Ngôi Sao Xanh | Nam diễn viên truyền hình được yêu thích nhất           | Bản thân (Cô Thắm về làng phần 4)      | Đoạt giải |
| 2019 | Giải thưởng Ngôi Sao Xanh | Nam diễn viên xuất sắc nhất phim điện ảnh               | Bản thân (Cô Thắm về làng phần 4)      | Đề cử     |
| 2024 | Sách quốc gia 2024        | Sách thiếu nhi                                          | Xứ sở miên man                         | Đoạt giải |
| 2024 | Giải Mai Vàng             | Nam diễn viên điện ảnh- truyền hình được yêu thích nhất | Bản thân (7 năm chưa cưới sẽ chia tay) | Đoạt giải |

### Vinh danh
- Giải nhất Hoa Học Trò ICON 2005[46]
- Quán quân Gương mặt thân quen 2017[47]
- Giải Vàng Nhà biên kịch tài năng 2018[48]
- Quán quân Sao nhập ngũ 2019[49]
- Thành viên Gia tộc toàn năng Anh trai vượt ngàn chông gai
- Anh tài biến hóa X-icon Anh trai vượt ngàn chông gai
- Anh tài quốc dân Anh trai vượt ngàn chông gai